# كاميلو بونس إنريكيز
كاميلو بونس إنريكيز (بالإسبانية: Camilo Ponce Enríquez)‏ (و. 1912 – 1976 م) هو سياسي، ومحام من الإكوادور ولد في كيتو.

## روابط خارجية
- كاميلو بونس إنريكيز على موقع مونزينجر (الألمانية)